# Mister No
 Ovo je glavno značenje pojma Mister No. Za druga značenja pogledajte Mister NO (glazbeni sastav, Split) i Mister No (glazbeni sastav, Beograd).
Mister No je talijanski akcijski strip junak i glavni lik istoimenog pustolovnog stripa u izdanju izdavačke kuće Sergio Bonelli Editore. Lik su osmislili tekstopisac Sergio Bonelli, pod pseudonimom Guido Nolitta, i crtač Gallieno Ferri u lipnju 1975. godine.

## Podaci o strip junaku
Jerome Drake je simpatičan mladić koji živi u Manausu u Brazilu i zarađuje za život prevozeći putnike, turiste i avanturiste svojim malim avionom marke "Piper". Dobro poznaje džunglu. Stalno upada u nevolje i doživljava romanse s brojnim djevojkama.
Rođen je u New Yorku 1922. godine, a radnja stripa odvija se najvećim dijelom tijekom 1950-ih godina. Jerry Drake zaradio je svoj nadimak Mister No 1941. godine, za vrijeme Drugog svjetskog rata kada je sudjelovao u dragovoljačkom odredu Letećih tigrova na Pacifiku. Tom prilikom zarobio ga je okrutni japanski pukovnik Saiko koji ga je ispitivao i mučio, ali Mister No je uporno na sva pitanja odgovarao NE. Tako je njegov nadimak postao simbol otpora tiraniji, ugnjetavanju, užasima rata, licemjerju i tlačenju slabijih od strane jačih.
Osim na pacifičkom bojištu (Filipini, Mianmar...), borio se i u Italiji i na zapadnom bojištu. Kao ratni veteran osjetio se nesposobnim uklopiti u normalan život nakon rata, zbog čega kupuje kartu za "negdje što dalje" i 1950. godine odlazi u Južnu Ameriku, u Brazil i nastanjuje se u malom gradiću Manausu, u srcu amazonske prašume kako bi pobjegao od problema suvremenog čovjeka i "američkog načina života".
Sergio Bonelli je u jednom intervju priznao kako je lik Mister Noa zasnovao na stvarnoj osobi koju je upoznao za vrijeme putovanja Latinskom Amerikom:
| » | ...Da, bio sam u Palenqueu, u Meksiku i susreo sam mladog i zgodnog mladića na ruševnom aerodromu.Nosio je kožnu jaknu i zvao se Kapetan Vega, ime koje je perfektno odgovaralo strip junaku! Imao je opasač s pištoljem i letio je po Yucatanu gore dolje prevozeći životinje, povrće i razne namirnice i kad god je sreo turiste, samo bi pokazao na sjedalo za putnike i rekao:'Ok, odvest ću vas gdje god želite'! Tada mi se rodila ideja o junaku koji će biti pilot Pipera, ali sam odlučio serijal smjestiti u Amazoniju.... | « |
|   | |   |

Mister No većinu svog vremena provodi ispijajući bezbrojne boce kačaka i whiskeyja sa svojim prijateljima ili zavodeći djevojke. Rijetko ima novaca, pa gotovo nikad ne odbija klijente, čak ni kada su mu sumnjivi. Najveći prijatelj mu je bivši njemački vojnik Otto Wolfgang Kruger kojega zbog toga svi zovu SS (Esse Esse). Iako bivši njemački vojnik, Kruger nije nacist, jer je bio prisiljen sudjelovati u ratu mimo svoje volje. Još jedan Mister Noov prijatelj je i Phil Mulligan, bivši suborac na Pacifiku i privatni detektiv.

## Podaci o stripu u kojem se pojavljuje
Prvi strip o Mister Nou izdala je izdavačka kuća Sergio Bonelli Editoriale (tada Editoriale Cepim) u proljeće 1975. godine pod jednostavnim naslovom Mister No. U njemu su prikazane sve osobine i karakteristike Mister Noa. Serijal uključuje 379 mjesečnih izdanja i tri specijalna broja.
Strip je, osim u Italiji, stekao veliku popularnost u Turskoj, Grčkoj, Francuskoj i zemljama bivše Jugoslavije, osobito u Hrvatskoj, Srbiji, Bosni i Hercegovini i Crnoj Gori. U Jugoslaviji je izlazio u ediciji Lunov Magnus Strip, koja je izlazila i u SR Hrvatskoj do kraja 80-ih. U samostalnoj Hrvatskoj izlazio je isprva u izdanju Slobodne Dalmacije, a potom u izdanju Ludensa.

## Podaci o autoru
Sergio Bonelli i Gallieno Ferri su tvorci stripa Mister No. Bonelli je dugo vremena bio scenarist, ali je krajem 1980-ih pritisnut obvezama svoje izdavačke kuće, pisanje scenarija prepustio drugima, osobito Luigiju Mignaccou. U kreiranju i razvoju lika i stripa veliki doprinos dali su scenaristi Alfredo Castelli, autor Martin Mystèrea, Tiziano Sclavi, autor Dylan Doga, Maurizio Colombo, Stefano Marzorati, Michele Masiero, dok velike zasluge za grafičku relizaciju lika nosi Roberto Diso koje je redizajnirao lik i podario mu svoje lice i tako definirao suvremeni izgled Mister Noa. Na dizajn lika utjecali su i crtači Franco Bignotti, Franco Donatelli, Marco Bianchini, Fabio Civitelli, braća Domenico i Stefano Di Vitto i mnogi drugi autori.

## Vanjske poveznice
- Službena stranica izdavača (tal.) (engl.)
- Stripovi.com - Mister No